# هویگنس ۲۸۰۱
سیارک ۲۸۰۱ (به انگلیسی: 2801 Huygens، نامگذاری:1935SU1) دو هزار و هشتصد و یکمین سیارک کشف شده‌است که در ۲۸ سپتامبر ۱۹۳۵ کشف شد.
قدر مطلق سیارک برابر ۱۲٫۲۰ است.